# 邓基循环

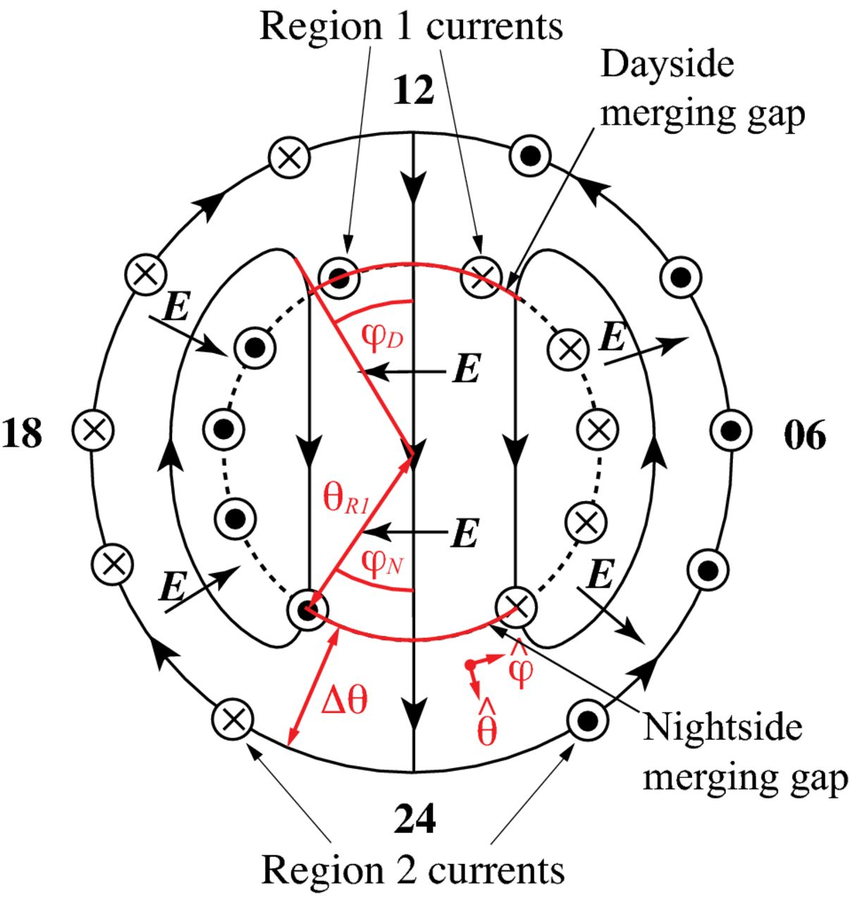
投影到电离层的邓基循环流示意图

邓基循环由詹姆斯·邓基于1961年正式提出，是一种解释行星磁层与太阳风之间相互作用的现象。邓基最早提出了地球磁层和太阳风通量之间磁重联的循环行为。这种磁重联解释了先前观察的地球磁层内的动力学。循环开始时的磁重联速率取决于行星际磁场的方向以及磁重联位置的等离子体条件。对地球而言，磁重联周期大约需要1小时，但这因行星而异。

## 循环进程
邓基循环包括三个阶段：
1. 在第一个阶段，太阳通量和磁层顶相连，在磁层顶上形成一个通道，太阳风可以从中进入磁层。[4]这个通道称为日侧重联，发生在磁层面向太阳风源的一侧（日侧）。
2. 在第二个阶段，太阳通量沿太阳风的方向穿过磁层。
3. 在第三个阶段，在磁尾处，磁重联关闭了开放通量，开始新的循环。这种磁重联为夜侧重联。

邓基的理论最初提出了一个解释，即循环处于稳定状态，并且第一阶段和第三阶段的重联是等同的。然而，后来的研究发现，重联的速率是可变的，并受日侧重联位置和磁尾的条件影响。

## 行星际磁场方向的影响
磁层顶的重联的发生率在很大程度上取决于行星际磁场的方向。当磁场有更强的南向分量时，磁层顶的重联发生率更高。这会让具有任意小剪切角的太阳风在磁层顶磁重联。正常情况下，磁层顶与周围磁场的场强差异只允许剪切角较大的太阳风磁重联。强烈的南向分量使磁层顶和周围场之间的场强差异减小。